# Ana Tereza Basilio
Ana Tereza Palhares Basílio (Río de Janeiro, 19 de octubre de 1967) es una juez y abogada brasileña. Fue nombrada por la presidenta Dilma Rousseff como jueza interina del Tribunal Regional Electoral del estado de Río de Janeiro.

## Antecedentes académicos
Ana Basílio es Licenciada en Derecho por la Universidad Cândido Mendes, en Río de Janeiro, y también tiene un postgrado de Derecho Internacional de la Universidad de Wisconsin en Wisconsin.

## Carrera
Ana Basílio comenzó su carrera de abogada en 1990, trabajando para una firma brasileña. Fue socia de Baker & McKenzie. Desde el año 2006 a 2008, fue socia en el estudio jurídico Andrade & Fichtner Abogados, y en 2009, abrió su propio estudio jurídico, Basílio Abogados, junto a cuatro socios.
De 2011 a 2013, fue directora del Colegio Electoral en Río de Janeiro, el cual está directamente relacionado con la presidencia de la Corte Regional Electoral (Tribunal Regional Electoral – TRE). Es la responsable de liderar nuevas direcciones en educación, actualizando y especializando tanto a jueces y miembros del Ministerio Público Electoral (MPE – Ministerio Público Electoral), como también funcionarios públicos de la Corte Regional Electoral (TRE) en Río de Janeiro.
En 2013, fue nombrada por Chambers & Partners como una de las referentes claves de arbitraje de América Latina. También fue nombrada la abogada del año por los Premios Global 2012, en la categoría de litigación civil y laboral.

## Corte Regional Electoral
La presidenta brasileña, Dilma Rousseff, volvió a nombrar a Ana Baílio como jueza interina de la Corte Regional Electoral, en 2013.